# Pokémon 3 - L'incantesimo degli Unown
Pokémon 3 - L'incantesimo degli Unown (劇場版ポケットモンスター 結晶塔の帝王 ENTEI?, Gekijōban Poketto Monsutā Kesshōtō no Teiō ENTEI, Pocket Monsters il film: L'imperatore della torre di cristallo Entei), in inglese Pokémon 3: The Movie o Pokémon 3: Spell of the Unown, è un film d'animazione del 2000 diretto da Kunihiko Yuyama e Michael Haigney.
Si tratta del terzo lungometraggio ispirato alla serie animata Pokémon.
Il film è preceduto da un cortometraggio di 20 minuti dal titolo Pikachu & Pichu che ha come protagonisti il Pokémon Pikachu e i due fratelli Pichu.

## Trama
Lo scienziato Spencer Hale, Professore di Pokémon ed uno dei migliori allievi del Professor Oak, è ossessionato dal segreto che celano gli Unown, Pokémon la cui forma ricorda le lettere dell'alfabeto. Un giorno, mentre sta investigando su alcune rovine attribuite agli Unown, Hale si trova faccia a faccia con queste creature che lo rapiscono, risucchiandolo in un'altra dimensione.
La figlia unica di Spencer, Molly, la cui madre è scomparsa precedentemente, rimane quindi sola. Mediante l'unico oggetto trovato sul luogo della sparizione di suo padre, una valigia di mattoncini, la bambina, spinta dalla depressione e dalla solitudine, invoca gli Unown che con i loro poteri psichici sono in grado di realizzare ogni suo desiderio. Prima di tutto isolano la villa, ricoprendo di cristallo la valle di Greenfield. Successivamente creano una illusione del Pokémon leggendario Entei a sostituzione del suo vero padre. Per colmare la mancanza della madre, i Pokémon rapiscono Delia Ketchum, madre di Ash, dato che la famiglia Ketchum in passato è stata amica del Professor Hale. Tramite ipnotismo gli Unown convincono Delia a credere di essere realmente la madre di Molly.
Ash è quindi costretto a recarsi nella villa cristallizzata, sia per salvare la madre che per scoprire le cause della cristallizzazione di parecchi luoghi, dovuta alla potenza distruttiva degli Unown, spinti delle emozioni e dai sentimenti di Molly. Quando il ragazzo tenta di penetrare nella villa, in compagnia di Brock e Misty, Molly ne viene a conoscenza e cerca di fermare i tre allenatori. Brock è quindi costretto a lottare contro Molly, diventata più grande per effetto dei poteri degli Unown dopo aver chiesto ad Entei di crescere e di avere Pokémon più potenti per poter sconfiggere il capopalestra.
Nel frattempo Ash e Misty cercano di raggiungere la stanza in cui è imprigionata Delia, che è uscita dallo stato di trance dopo aver visto, grazie ai monitor situati all'interno della villa, suo figlio introdursi nella casa. Ma i due ragazzi si trovano di nuovo a doversi scontrare con Molly, che è riuscita a sconfiggere Brock. La bambina, notando che la capopalestra è più giovane di Brock, muta di nuovo la sua età, riducendola per renderla più simile a quella di Misty. Lasciando la ragazza a lottare con Molly, Ash prosegue nella sua ricerca.
Una volta raggiunta Delia, Ash prova a convincere Molly del fatto che gli Unown stanno creando solo delle illusioni, non corrispondenti alla realtà. La bambina tuttavia non è intenzionata ad ascoltarlo e fa scendere in campo l'Entei contro i Pokémon di Ash. Sia Totodile che Cyndaquil vengono sconfitti senza problemi dal Pokémon leggendario, che riesce a mandare a tappeto anche Pikachu. Quando l'incontro sembra oramai perduto, giunge in aiuto del suo allenatore Charizard, direttamente dalla Valle dei Draghi (Charicific Valley). Dopo una feroce battaglia in cui il Pokémon Volante viene messo pesantemente in difficoltà dalla forza di Entei, Molly ferma il Pokémon leggendario, che stava per scagliare il suo attacco letale, e chiede agli Unown di ripristinare la situazione originaria.
A questo punto gli Unown vanno in confusione, iniziando a sprigionare un'energia incontenibile. Entei è dunque costretto a ribellarsi, al fine di esaudire la richiesta di Molly, scagliando un potente attacco in direzione dei suoi stessi creatori per rompere il loro incantesimo. Gli Unown vengono quindi rispediti nella loro dimensione e il Pokémon leggendario svanisce.
Durante i titoli di coda Ash saluta il suo Charizard, che ritorna ad allenarsi nella Valle dei Draghi, e Molly può tornare a riabbracciare il padre e la madre, da poco ritornata.

## Accoglienza

### Incassi
Negli Stati Uniti il film ha incassato 17 052 128 dollari, ed internazionalmente 68 411 275 dollari (44 173 355 euro).